# Stezka poznání
Stezka poznání je 130 km dlouhá naučná stezka vedoucí z Chotěboře do Humpolce. Za jejím vznikem stojí trojice místních akčních skupin, jejichž územím prochází – Královská stezka o.p.s., Podhůří Železných hor o.p.s. a Společnost pro rozvoj Humpolecka o.s. K otevření došlo v roce 2012 a celkově obsahuje 52 zastavení, přičemž informační tabulí je označeno 42.
Jednotlivá zastavení na trase představují nejen obce, ale také zajímavá místa v jejich okolí.

## Zastavení
- Borek
  - zajímavá místa v okolí – Kaplička a kamenný kříž, Borecká skalka, lom Borek
- Ostružno
  - zajímavá místa v okolí – Starý mlýn, Lípy, Bývalá škola v Ostružně
- Jeřišno
  - zajímavá místa v okolí – Chuchelská stráň, Vodní nádrž Seč, Vodní nádrž Pařížov
- Čečkovice
  - zajímavá místa v okolí – Zvonice, Dřevěný kříž, "Stírka"
- Maleč (2 zastavení)
  - zajímavá místa v okolí – Evangelický kostel, Sochy sv. Panny Marie a sv. Jana Nepomuckého, Barokní zámek, Kaple Ježíše
- Víska
  - zajímavá místa v okolí – Pamětní místo, Mramorový kříž a dřevěný kříž, Rouzeň
- Nová Ves u Chotěboře
  - zajímavá místa v okolí – Kostel sv. Jana Nepomuckého, Zámek, Rouzeň
- Chotěboř (6 zastavení)
  - zajímavá místa v okolí – Zámek s kaplí sv. Trojice, Zámecký park, Hrobka rodu Dobřenských, Kostel sv. Jakuba Většího, Panský dům, Památník božím bojovníkům, Kaple Povýšení sv. Kříže a sv. Anny, Geopark U Platanu Gymnázia Chotěboř, Přírodní rezervace Údolí Doubravy, Písník u Dolního Sokolovce, Muzeum v přírodě Vysočina, Ranská jezírka, Velké Dářko
- Vepříkov (2 zastavení)
  - zajímavá místa v okolí – Pod Kazbalem, Stodola krásných krámů, Přírodní rezervace Havranka
- Miřátky (1 + 1 neznačená)
  - zajímavá místa v okolí – Roubenka, Křížek, Přírodní rezervace Havranka, Obora se zvěří
- Jilem
  - zajímavá místa v okolí – Huť, Památná lípa, Kaple Nanebevzetí Panny Marie, Kostel sv. Vavřince v Čachotíně
- Čachotín
  - zajímavá místa v okolí – Kostel sv. Vavřince, Památný buk v Bouči, Samota v Bouči, Gerstein–Zálesí, Pomník Josefa Sobotky
- Rozsochatec
  - zajímavá místa v okolí – Zámek, Lípy, Bledule jarní–Skalka, Křížový kámen
- Skuhrov
  - zajímavá místa v okolí – Kostel sv. Mikuláše, Kaple sv. Floriána, Kaplička sv. Floriána
- Lučice
  - zajímavá místa v okolí – Kostel sv. Markéty, Žižkova studánka a busta, Památný strom, Smírčí kříž
- Světlá nad Sázavou
  - zajímavá místa v okolí – Kostel sv. Václava, Zámek, Muzeum Světelska, Michalův statek v Pohledi, Hrad Lipnice
- Kejžlice (3 + 4 neznačené)
  - zajímavá místa v okolí – Kaple Božského srdce, Škola a roubenka, Přírodní rezervace Kamenná trouba, Pomník Jiřího Wolkera, U Huberta, Orlovská huť, Rybník Pelhřimák, Orlovské lesy, Vrcholy Orlovských lesů, Myslivna Orlovy, Buková studánka, Kostel sv. Jiří, Křížné cesty
- Čejov (2 + 1 neznačená)
  - zajímavá místa v okolí – Kaplička sv. Jana Nepomuckého, Žulová boží muka, Rybník Hadina, Plíhalovský rybník, Závodiště Zlatá podkova
- Humpolec (7 zastavení)
  - zajímavá místa v okolí – Štůly pod Orlíkem, Lesopark Orlík, Živcový lom pod Orlíkem, Rybník Hadina, Jezdecké závodiště Dusilov, Školní statek, Orlík, Rozkoš, Podhrad a naučná stezka Březina, Židovský hřbitov, Vodovod, Plačkovský rybník–Pařezitý (Pařezáč), Zichpil, Pomník padlým rumunským vojákům, Městská naučná stezka Po stopách historie, Vyhlídková věž kostela sv. Mikuláše, Muzeum Dr. Aleše Hrdličky, HLINÍKárium, Včelařský skanzen, Rybník Dvorák
- Jiřice (2 + 4 neznačené)
  - zajímavá místa v okolí – Pomník padlým obětem I. světové války, Údolí Petrovického potoka – vodní kaskáda šesti rybníků, Památník Alexandra Dubčeka, Kostel sv. Jakuba, Jiřická lípa, Speřice – torzo starodávné tvrze, Petrovice – dřevěná zvonička, Cechovní Šamanova valcha
- Kaliště (3 zastavení)
  - zajímavá místa v okolí – Přírodní rezervace Pařez, Kostel sv. Jana Křtitele, Lom "V Háji" Podivice, Kaple Podivice, Čertův kámen a křížový kámen Staré Hutě, Husitská studánka
- Proseč (2 zastavení)
  - zajímavá místa v okolí – Gotická tvrz, Dolní rychta, Řečický rybník, Brádla

## Galerie

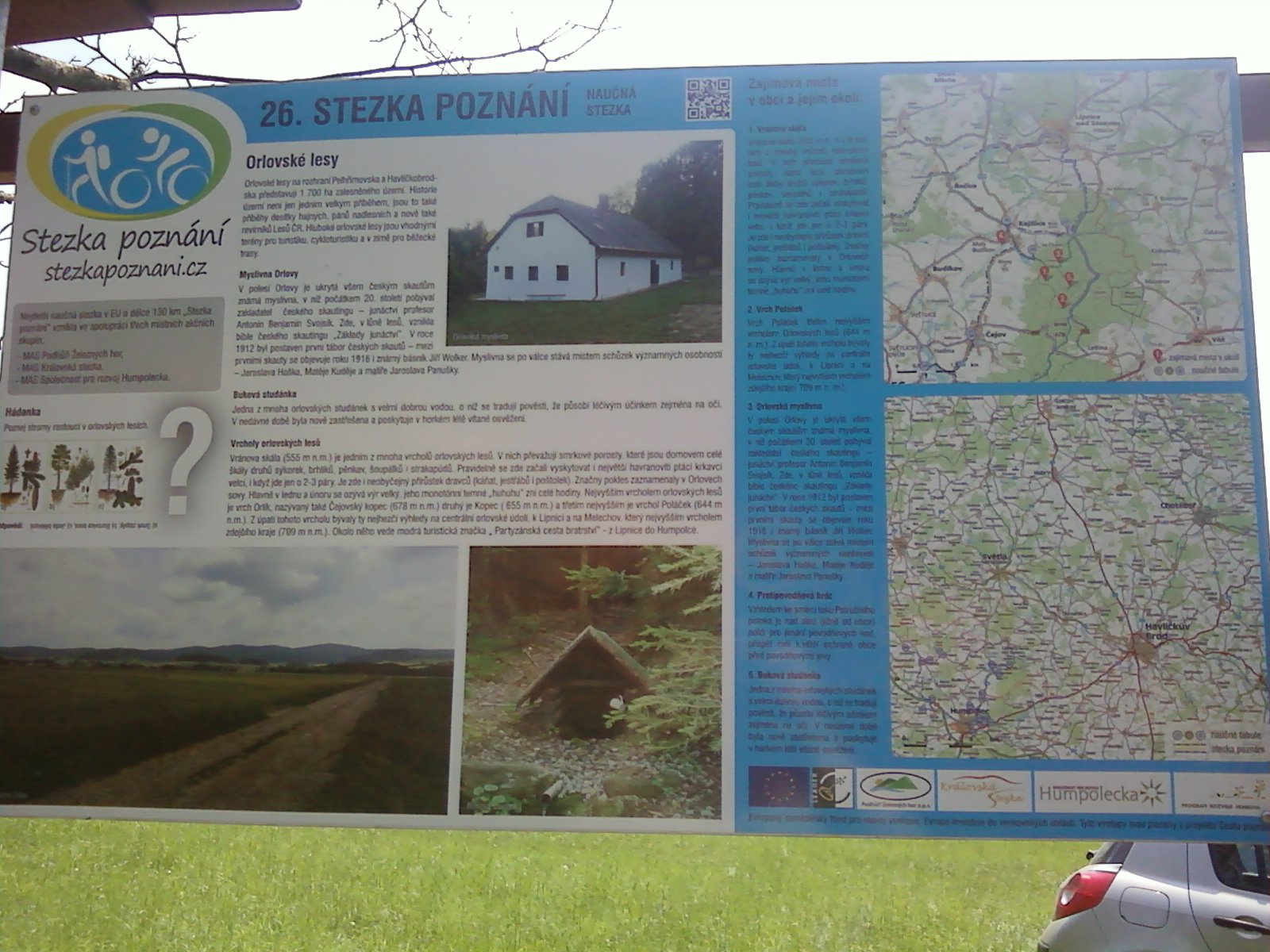
26. zastavení – Orlovské lesy
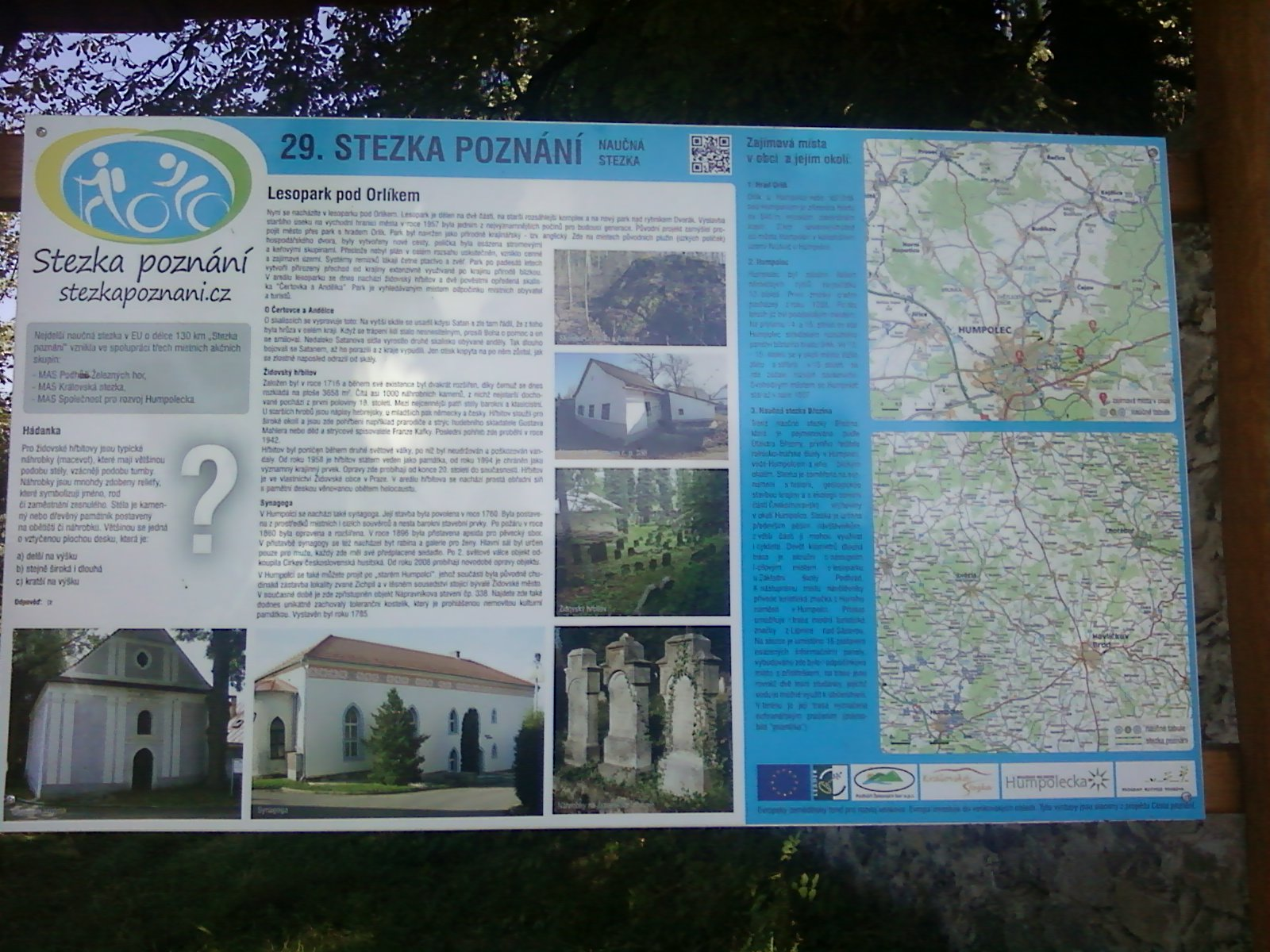
29. zastavení – Lesopark pod Orlíkem
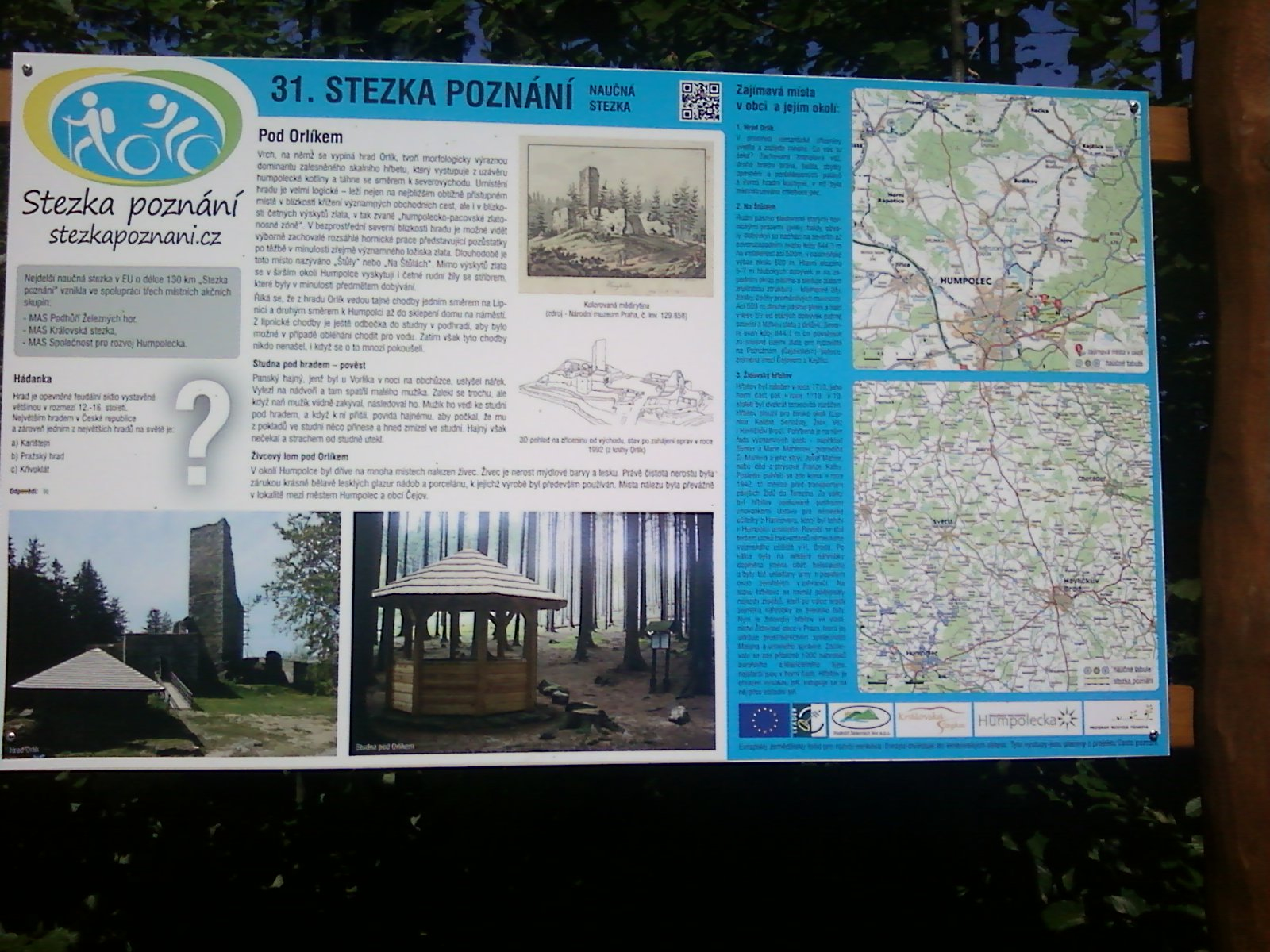
31. zastavení – Pod Orlíkem
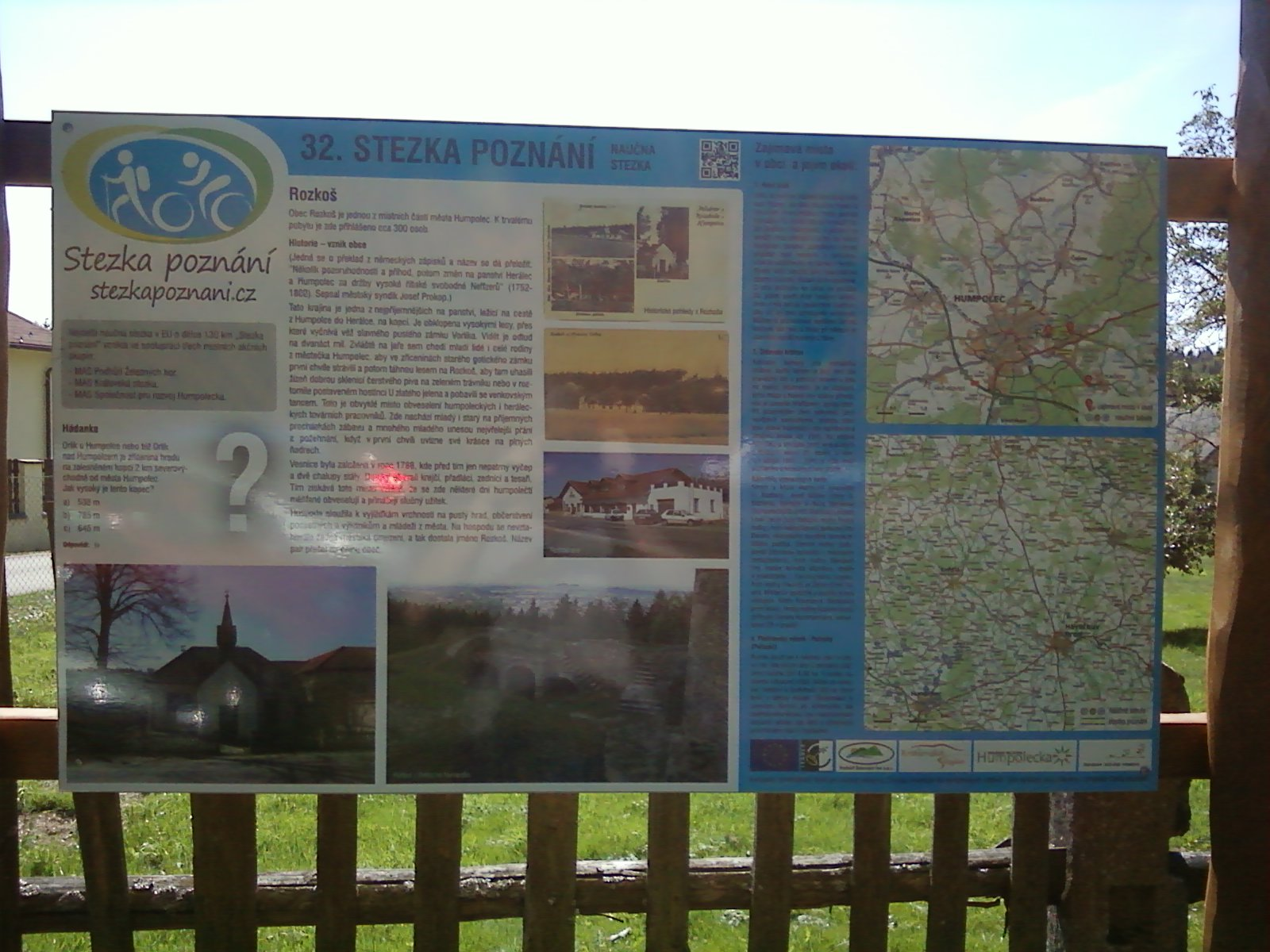
32. zastavení – Rozkoš
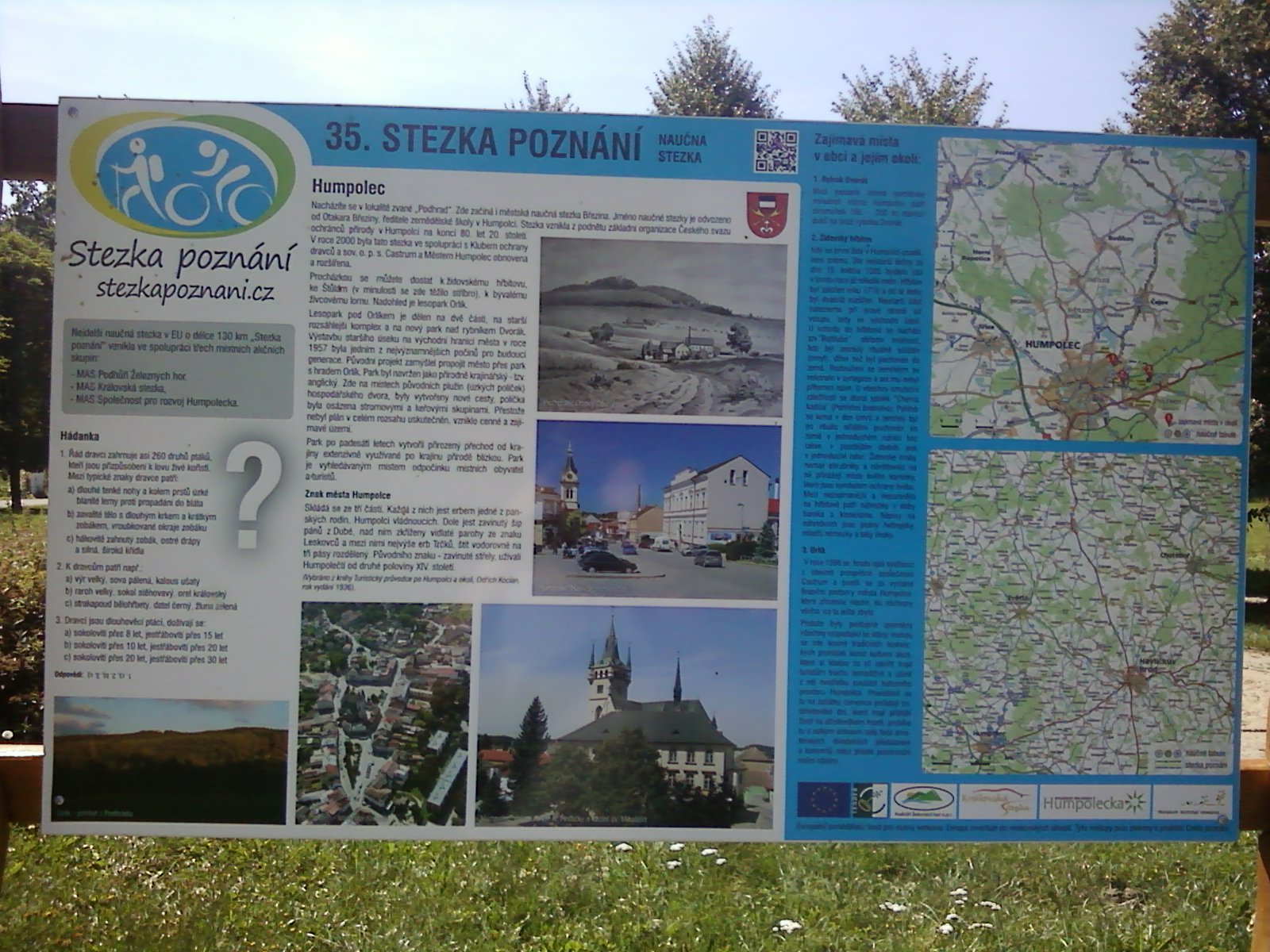
35. zastavení – Humpolec